# Oberschleuse Berlin
Die Oberschleuse Berlin, oft auch nur Oberschleuse genannt, ist eine Schleuse des Landwehrkanals im Berliner Bezirk Friedrichshain-Kreuzberg. Sie verbindet den höheren Wasserspiegel der Oberspree mit dem niedrigeren Wasserspiegel des Landwehrkanals bis zur Unterschleuse des Kanals. Die Oberschleuse liegt am Kilometer 10,75 der Wasserstraße unmittelbar am Abzweig von der Spree-Oder-Wasserstraße. Zuständig für den Betrieb und die Unterhaltung ist das Wasserstraßen- und Schifffahrtsamt Spree-Havel. Der Anrufkanal liegt auf UKW Kanal 78. Unmittelbar an der Oberschleuse befindet sich die Schlesische Brücke und die Obere Freiarchenbrücke. Sie verbinden die Schlesische Straße über die Lohmühleninsel mit der Straße Vor dem Schlesischen Tor und der Treptower Puschkinallee.

## Geschichte
In den 1840er Jahren entwickelte sich die Schifffahrt im Großraum Berlin rasant, sodass an der Stadtschleuse im Spreekanal die Kähne mitunter sechs bis acht Tage auf die Schleusung warten mussten. Der Mühlendamm in der Spree verhinderte eine durchgehende Nutzung des Spreelaufes für die Schifffahrt. Eine Umgehung wurde notwendig und der Landwehrkanal wurde projektiert und realisiert.
Die Oberschleuse wurde im Jahre 1848 als zweischiffige Schleppzugschleuse mit versetzten Häuptern gebaut. Die Kammerlänge betrug 140 Fuß (43,94 m). Die Kammerlänge zwischen den Drempelspitzen maß 160 Fuß (50,22 m) und die Kammerbreite betrug 32 Fuß (10,04 m). Die Torweite wurde mit Rücksicht auf eventuell zu schleusende kleinere Dampfschiffe auf 24 Fuß (7,53 m) festgelegt. Für den Bau der Oberschleuse musste ein etwa 500 m langes neues Kanalstück gegraben werden. Die Schleusenwände wurden aus Rathenower Ziegeln errichtet und die Tore bestanden aus Eichenholz. Für die Wendenischen verwendete man Granit. Nach dem Zweiten Weltkrieg wurde der Kanal auch als Folge der politischen Entwicklung und der Teilung der Stadt ausgebaut und auf eine Wassertiefe von durchschnittlich zwei Meter gebracht. Aufgrund des gestiegenen Schiffsverkehrs erfolgte gleichzeitig eine Vergrößerung der Schleuse. Die Oberschleuse wurde zu einer fast 20 m breiten Kesselschleuse umgebaut. Als absolutes Novum erhielt die Schleuse zwei Tore im Unterhaupt die nebeneinander liegen und das parallele Ausfahren von zwei Schiffen aus der Kammer ermöglicht. Die Schleusenwände sind inzwischen durch stählerne Spundwände ersetzt. Die Schleusensohle ist durchlässig und zum Schutz gegen das Schraubenwasser der Schiffe mit einer Steinschüttung versehen. Das Befüllen oder Entleeren der Schleusenkammer erfolgt über die hydraulisch angetriebenen Tore. Die offiziellen Kammerabmessungen werden mit der nutzbaren Kammerlänge von 66,60 Meter, der Kammerbreite von 19,50 m und 8,50 m Torweite angegeben. Die gesamte Länge der Schleusenkammer beträgt 72,00 m.

## Karten
- Folke Stender: Redaktion Sportschifffahrtskarten Binnen 1. Nautische Veröffentlichung Verlagsgesellschaft, ISBN 3-926376-10-4.
- W. Ciesla, H. Czesienski, W. Schlomm, K. Senzel, D. Weidner: Schiffahrtskarten der Binnenwasserstraßen der Deutschen Demokratischen Republik 1:10.000. Band 4. Herausgeber: Wasserstraßenaufsichtsamt der DDR, Berlin 1988, OCLC 830889996.